# Nivard Schlögl
Nivard Schlögl (né le 4 juin 1864 à Gaaden, mort le 25 juin 1939 à Vienne) est un exégète biblique autrichien.

## Biographie
Schlögl rejoint l'abbaye de Heiligenkreuz en 1884 et prend le nom de moine de Nivard. Il est ordonné prêtre en 1889 et, en 1890, nommé maître des novices. En 1894, il devient docteur en théologie de l'université de Vienne et enseigne de 1896 à 1908 l'Ancien Testament à l'Institutum Theologicum Heiligenkreuz. En 1907, il est nommé à la faculté de théologie catholique de l'Université de Vienne, où il occupe jusqu'en 1936 les fonctions de professeur de l'Ancien Testament. Le travail de Schlögl est basé sur la conjecture et la métrique biblique, notamment il est convaincu que la Bible est écrite en unités rythmiques et que les traductions modernes de l'Écriture doivent également en tenir compte.
Ses traductions de la Bible écrites dans ce sens sont inscrites sur la liste des livres interdits par le Vatican le 16 janvier 1922. La carrière de Schlögl dans la recherche s'achève, alors qu'il travaille toujours à l'université dans l'enseignement des langues bibliques et également en tant que directeur de thèse (souvent avec son ami et collègue Theodor Innitzer).
Schlögl est en 1909 membre fondateur de la fraternité catholique KÖHV Franco-Bavaria Wien et d'autres fraternités, sans jamais s'impliquer dans la politique.
Schlögl est un défenseur de l'antisémitisme racial : avec Engelbert Dollfuss, futur chancelier et fondateur de l'État austro-fasciste, il demande sans succès en 1920 à l'assemblée générale de l'Österreichischer Cartellverband un paragraphe aryen pour qu'aucun membre n'ait des parents juifs directs.